# Tiro ai Giochi della VII Olimpiade - Carabina militare a terra 600m a squadre
La competizione della carabina militare a terra 600m a squadre  di tiro a segno ai Giochi della VII Olimpiade si tenne dal 29 luglio al 2 agosto 1920 a Camp de Beverloo, Leopoldsburg.

## Risultati
5 concorrenti per squadra. Distanza 600 metri. 10 colpi in posizione prona.
| Pos.    | Nazione        | Concorrente                                                                                           | Punti | Spareggio 1 | Spareggio 2 |
| ------- | -------------- | --- | ----- | ----------- | ----------- |
| Oro     | Stati Uniti    | Dennis Fenton Willis Lee Lloyd Spooner Oliver Schriver Joe Jackson                                    | 287   | 283         | 284         |
| Argento | Sudafrica      | Robert Bodley Ferdinand Buchanan George Harvey Fred Morgan David Smith                                | 287   | 283         | 279         |
| Bronzo  | Svezia         | Mauritz Eriksson Hugo Johansson Erik Blomqvist Erik Ohlsson Gustaf Adolf Jonsson                      | 287   | 275         |             |
| 4       | Norvegia       | Østen Østensen Otto Olsen Olaf Sletten Albert Helgerud Jacob Onsrud                                   | 282   |             |             |
| 5       | Francia        | Léon Johnson Achille Paroche Émile Rumeau André Parmentier Georges Roes                               | 280   |             |             |
| 6       | Svizzera       | Fritz Kuchen Albert Tröndle Arnold Rösli Walter Lienhard Caspar Widmer                                | 279   |             |             |
| 7       | Grecia         | Andreas Vichos Iōannīs Theofilakīs Alexandros Theofilakīs Konstantinos Kephalas Emmanuel Peristerakis | 270   |             |             |
| 8       | Finlandia      | Veli Nieminen Voitto Kolho Vilho Vauhkonen Magnus Wegelius Kalle Lappalainen                          | 268   |             |             |
| 9       | Paesi Bassi    | Gerard van den Berg Antonius Bouwens Herman Bouwens Cornelis van Dalen Jan Brussaard                  | 266   |             |             |
| 10      | Belgio         | Paul Van Asbroeck Conrad Adriaenssens Arthur Balbaert François Ceulemans Joseph Haesaerts             | 264   |             |             |
| 11      | Cecoslovacchia | Rudolf Jelen Robert Suchada Václav Kindl Josef Linert Antonín Brych                                   | 258   |             |             |
| 12      | Italia         | Riccardo Ticchi Raffaele Frasca Alfredo Galli Pier Francesco Campus Camillo Isnardi                   | 257   |             |             |
| 13      | Spagna         | José Benito López Antonio Bonilla Domingo Rodríguez Luis Calvet Antonio Moreira                       | 253   |             |             |
| 14      | Portogallo     | Hermínio Rebelo António dos Santos António Ferreira António Martins Dário Cannas                      | 248   |             |             |